# Aconitum atlanticum
Aconitum atlanticum là một loài thực vật có hoa trong họ Mao lương. Loài này được Coss. mô tả khoa học đầu tiên năm 1875.

## Hình ảnh

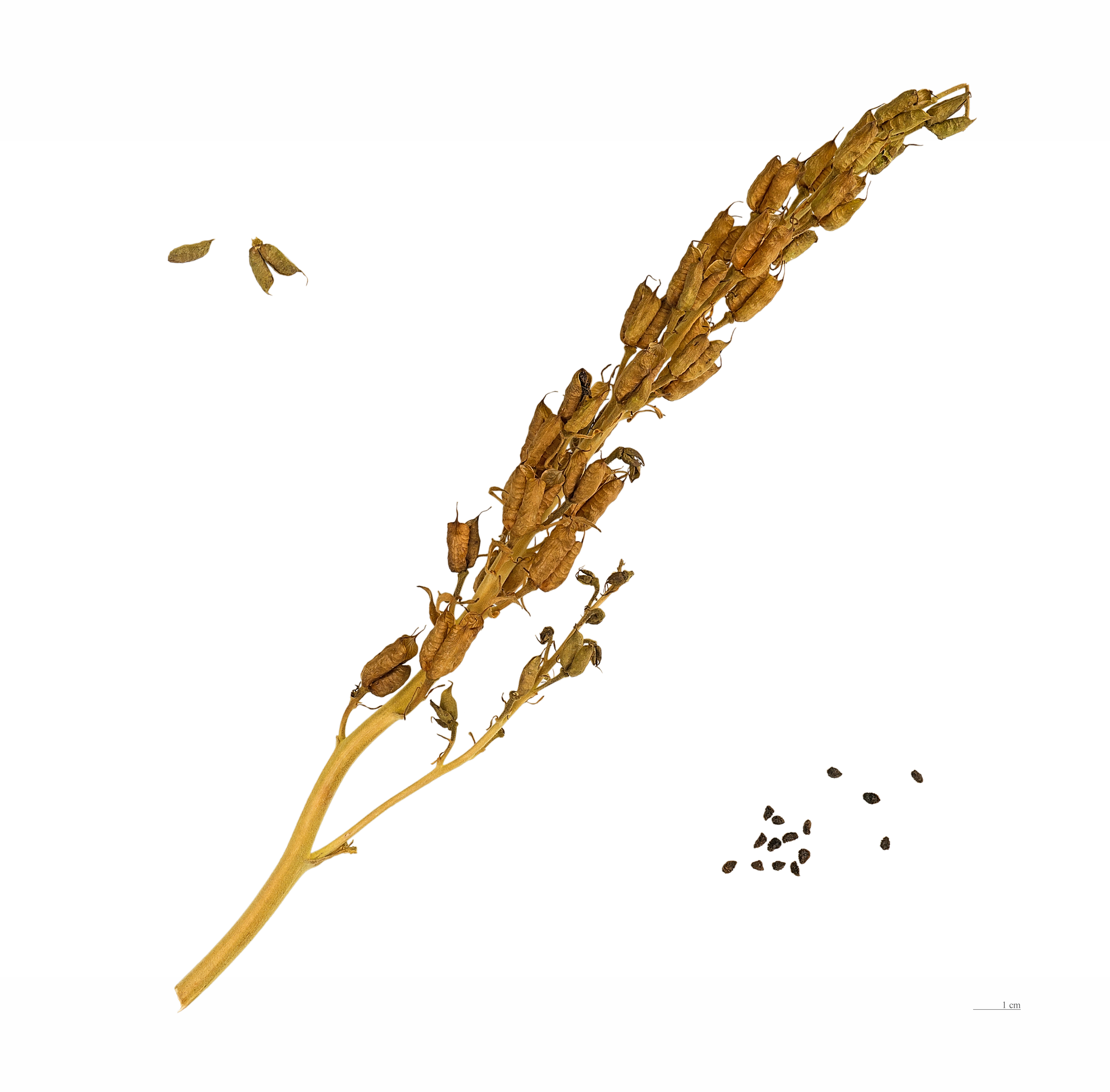
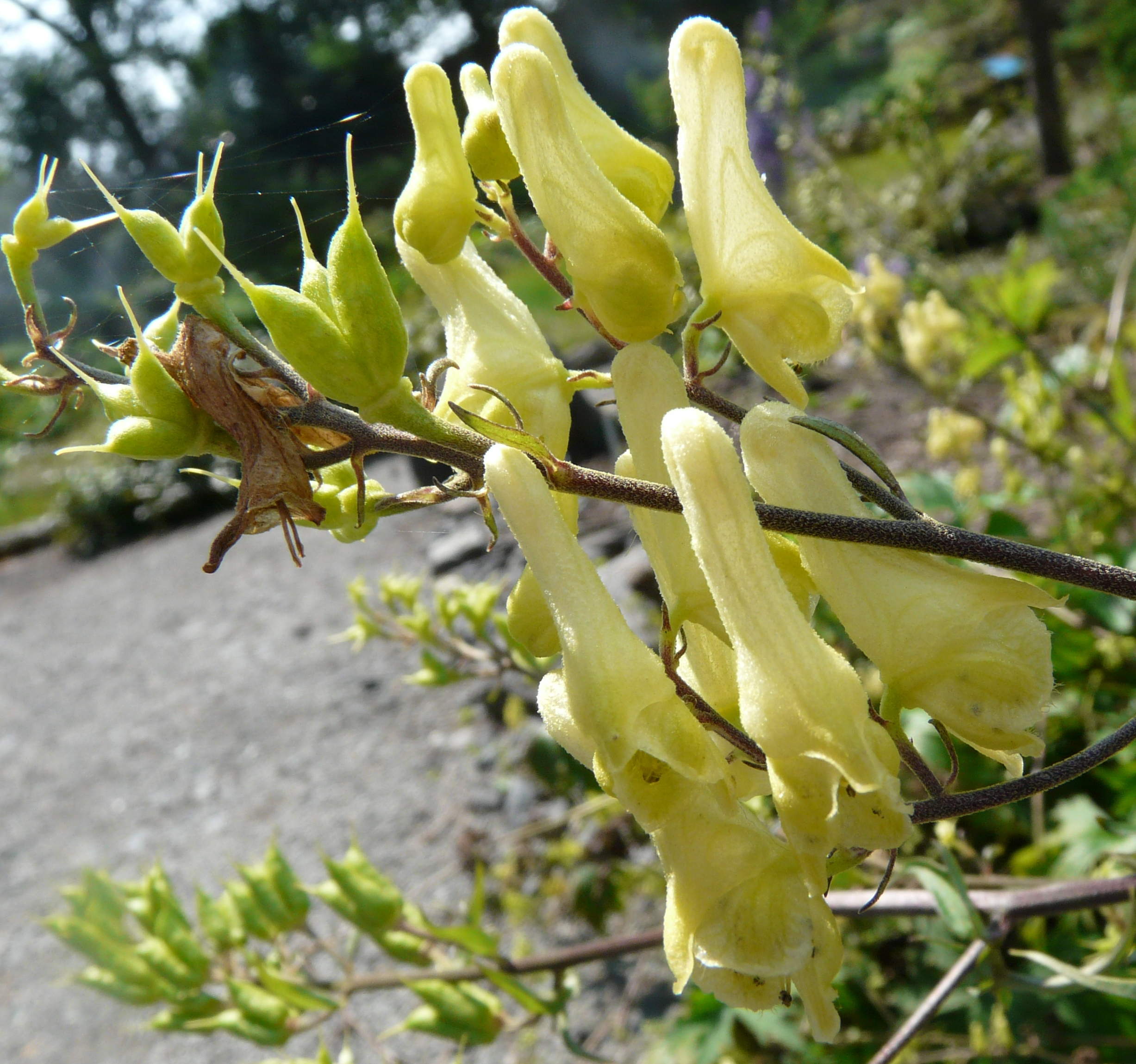
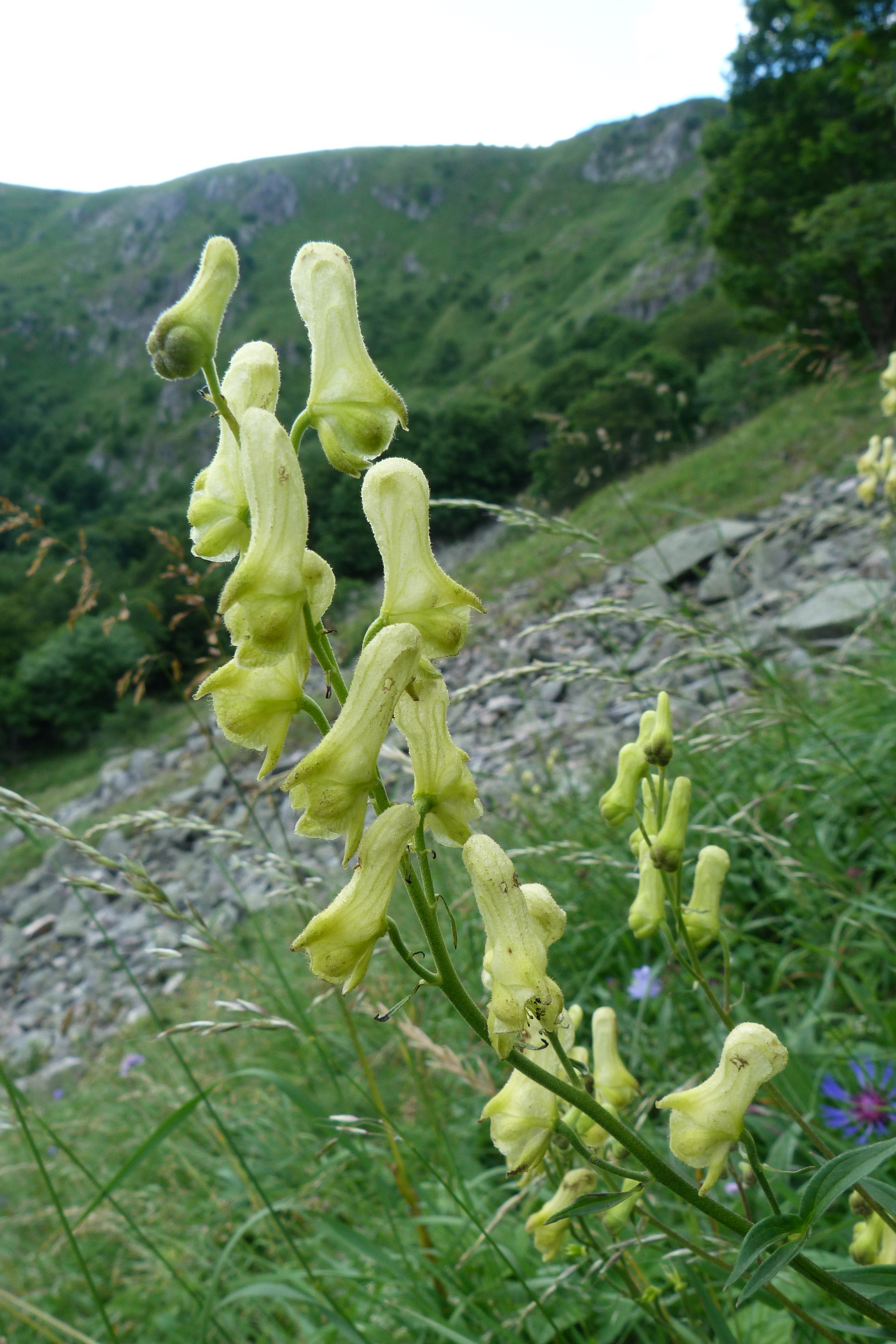